# アラクネ (小惑星)
アラクネ (407 Arachne) は、小惑星帯に位置する大きな小惑星で、C型小惑星に分類される。
マックス・ヴォルフがハイデルベルクで発見し、ギリシア神話に登場する女性アラクネーにちなんで命名された。